# Longueval-Barbonval
Longueval-Barbonval is een voormalige gemeente in het Franse departement Aisne in de regio Hauts-de-France en telde 406 inwoners (1999). Longueval-Barbonval maakte deel uit van het arrondissement Soissons.

## Geschiedenis
De gemeente ontstond op 1 januari 1971 door de fusie van de toenmalige gemeenten Barbonval en Longueval en ging op 1 januari 2016 in de commune nouvelle Les Septvallons, waarvan het gemeentehuis werd gevestigd in Longueval.

## Geografie
De oppervlakte van Longueval-Barbonval bedraagt 8,7 km², de bevolkingsdichtheid is 46,7 inwoners per km².
De onderstaande kaart toont de ligging van Longueval-Barbonval met de belangrijkste infrastructuur en aangrenzende gemeenten.

## Demografie
Onderstaande figuur toont het verloop van het inwonertal (bron: INSEE-tellingen).
Vanwege een beveiligingsprobleem met de MediaWiki Graph-software is het momenteel niet mogelijk deze grafiek weer te geven. Zodra de software is bijgewerkt zal de grafiek vanzelf weer zichtbaar worden.